# Химик (посёлок)
Хи́мик — посёлок в Омутнинском районе Кировской области, входит в состав Леснополянского сельского поселения.

## География
Посёлок расположен в левобережье реки Лупья в 2 км к северо-западу от ближайшего посёлка Лупья и в 17 км к северо-востоку от центра сельского поселения посёлка Лесные Поляны. Окружён лесами.

## История
Возник в 1-й половине 1930-х годов как барачный посёлок Пуринская лесхимартель и административно являлся частью Бисеровского района. Во второй половине 1930-х годов передан в состав Песковского поссовета Омутнинского района, в это же время было изменено и название на Песковская лесхимартель. В списках населённых мест за 1939 г. значится уже бараком Кирьинского сельсовета Омутинского района. Современное название присвоено в 1960-е годы. По «Административно-территориальному делению Кировской области на 1 июня 1978 г.» значился посёлком в составе Леснополянского поссовета.

## Население
| 2010 |
| ---- |
| 0    |